# Amitus hesperidum
Amitus hesperidum är en stekelart som beskrevs av Filippo Silvestri 1927. Amitus hesperidum ingår i släktet Amitus och familjen gallmyggesteklar. Inga underarter finns listade i Catalogue of Life.